# Джозеф, Шалри
Шалри Джамал Джозеф (англ. Shalrie Jamal Joseph; 24 мая 1978, Сент-Джорджес, Гренада) — гренадский футболист, выступавший на позиции опорного полузащитника, и футбольный тренер.

## Биография

### Ранние годы и начало карьеры
Джозеф родился в столице Гренады — Сент-Джорджесе. В раннем подростковом возрасте переехал в США, где его семья обосновалась в Краун-Хайтсе, Бруклин, Нью-Йорк.
Джозеф играл в футбол за команды Колледжа Брайанта и Страттона и Университета Сент-Джонс, который окончил со степенью бакалавра по спортивному менеджменту.

### Клубная карьера
На супердрафте MLS 2002 Джозеф был выбран во втором раунде под общим 14-м номером клубом «Нью-Инглэнд Революшн». Пытался найти себе клуб в Германии и Италии, после чего вернулся в США и сезон 2002 провёл в клубе «Нью-Йорк Фридом» из USL D-3 Pro League, где забил семь мячей и отдал одну результативную передачу. Контракт с «Нью-Инглэнд Революшн» подписал 3 декабря 2002 года. За бостонский клуб дебютировал 23 марта 2003 года в первом матче первого раунда Кубка чемпионов КОНКАКАФ 2003 против коста-риканского «Алахуэленсе», в котором вышел на замену на 82-й минуте вместо Уолди Харриса. В MLS дебютировал 19 апреля 2003 года в матче против «Коламбус Крю», выйдя на замену с началом второго тайма вместо Даниэля Эрнандеса. В матче против «Крю» 28 сентября 2003 года забил свой первый гол в MLS.
Отбирался для участия в матче всех звёзд MLS восемь раз подряд — в 2004—2011 годах, но в двух шоу-матчах не смог сыграть: в 2006 году — из-за конфликта расписаний, в 2009 году — из-за травмы. Четырежды включался в символическую сборную MLS: в сезонах 2005, 2007, 2008 и 2009. В сезоне 2009 также номинировался на звание самого ценного игрока MLS, попав в финальную тройку претендентов.
Джозефом интересовался «Селтик», но оба предложения шотландцев, в $1 млн в августе 2006 года и в $2 млн в январе 2007 года, были отвергнуты MLS.
В августе 2009 года Джозеф получил гражданство США.
26 сентября 2009 года в матче против «Сиэтл Саундерс» забил два мяча, за что был назван игроком недели в MLS.
В сезоне 2010, после ухода из «Революшн» Стива Ролстона, Джозеф стал капитаном команды.
В апреле — мае 2010 года Джозеф был неофициально дисквалифицирован MLS на пять матчей вследствие обнаружения в его организме запрещённого вещества. Немногим позже сам игрок признал употребление марихуаны.
20 февраля 2011 года, во время предсезонного сбора «Революшн» в Орландо, Джозеф был арестован местной полицией в гостинице команды за незаконное проникновение, в связи с чем MLS оштрафовала его на $1 тыс.
5 декабря 2011 года Джозеф подписал новый контракт с «Нью-Инглэнд Революшн», получив статус назначенного игрока.
1 августа 2012 года Джозеф был обменян в «Чивас США» на Блэра Гавина, пик второго раунда супердрафта MLS 2013 и распределительные средства. За «Чивас» дебютировал 12 августа 2012 года в дерби против «Лос-Анджелес Гэлакси». 29 августа 2012 года в матче против своего бывшего клуба «Нью-Инглэнд Революшн» забил свои первые голы за лос-анджелесский клуб, оформив дубль.
19 февраля 2013 года Джозеф с двумя пиками вторых раундов супердрафтов 2014 и 2015 и третьей позицией рейтинга распределения был обменян в «Сиэтл Саундерс» на 15-ю позицию рейтинга распределения. За «Саундерс» дебютировал 2 апреля 2013 года в первом матче полуфинала Лиги чемпионов КОНКАКАФ 2012/13 против мексиканского «Сантос Лагуна». 1 августа 2013 года согласовал с клубом новый контракт, отказавшись от статуса назначенного игрока. 17 августа 2013 года в матче против «Хьюстон Динамо» забил свой первый гол за «Саундерс». 8 марта 2014 года «Сиэтл Саундерс» расстался с Джозефом, выкупив его контракт.
22 апреля 2014 года «Нью-Инглэнд Революшн» вернул Джозефа, выбрав на драфте отказов. В сезоне 2014 он не сыграл ни одного матча и в конце года клуб не стал продлевать контракт с ним.
Джозеф был доступен на драфте возвращений MLS 2014, но не был выбран.
21 мая 2016 года Джозеф присоединился к клубу Премьер-лиги развития «Бостон».
В марте 2020 года в честь 25-летия MLS «Нью-Инглэнд Революшн» провёл опрос среди болельщиков для определения символической команды всех времён, и по его итогам среди 11-ти лучших игроков клуба оказался и Джозеф.

### Международная карьера
За сборную Гренады Джозеф дебютировал, учась на третьем курсе университета, в марте 2001 года на Турнире Наветренных островов. Числился в составе сборной на двух Золотых кубках КОНКАКАФ: в 2009 году не смог сыграть из-за травмы колена, в 2011 году сперва принял вызов, но позднее отказался от участия.

### Тренерская карьера
В марте 2018 года Джозеф был назначен главным тренером сборной Гренады, подписав двухлетний контракт. Под его руководством сборная квалифицировалась на Золотой кубок КОНКАКАФ 2021 и вышла в Лигу A Лиги наций КОНКАКАФ, после того как в Лиге B Лиги наций КОНКАКАФ 2019/20 ни разу не проиграла: четыре матча выиграла и два матча свела вничью.
В июне 2020 года Джозеф вернулся в «Нью-Инглэнд Революшн», начав тренировать группу до 15 лет в академии клуба. 11 февраля 2022 года Джозеф вошёл в технический штаб «Нью-Инглэнд Революшн» в качестве ассистента главного тренера Брюса Арены. 12 сентября 2023 года, через несколько дней после отставки Арены, Джозеф был уволен из «Нью-Инглэнд Революшн».

## Достижения
Как игрока
Командные
 «Нью-Инглэнд Революшн»
- Обладатель Открытого кубка США: 2007

Индивидуальные
- Член символической сборной MLS: 2005, 2007, 2008, 2009
- Участник Матча всех звёзд MLS: 2004, 2005, 2007, 2008, 2010, 2011

## Статистика выступлений

### Клубная статистика
| Выступление          | Выступление      | Выступление      | Лига | Лига | Плей-офф | Плей-офф | Кубок | Кубок | ЛЧ КОНКАКАФ | ЛЧ КОНКАКАФ | Итого | Итого |
| Клуб                 | Лига             | Сезон            | Игры | Голы | Игры     | Голы     | Игры  | Голы  | Игры        | Голы        | Игры  | Голы  |
| -------------------- | ---------------- | ---------------- | ---- | ---- | -------- | -------- | ----- | ----- | ----------- | ----------- | ----- | ----- |
| Нью-Йорк Фридом      | D-3 Pro League   | 2002             | 18   | 7    | —        | —        | —     | —     | —           | —           | 18    | 7     |
| Нью-Йорк Фридом      | Итого            | Итого            | 18   | 7    | —        | —        | —     | —     | —           | —           | 18    | 7     |
| Нью-Инглэнд Революшн | MLS              | 2003             | 28   | 2    | 3        | 0        | 1     | 0     | 2           | 0           | 34    | 2     |
| Нью-Инглэнд Революшн | MLS              | 2004             | 23   | 0    | 3        | 0        | 1     | 0     | —           | —           | 27    | 0     |
| Нью-Инглэнд Революшн | MLS              | 2005             | 31   | 6    | 4        | 0        | 1     | 1     | —           | —           | 36    | 7     |
| Нью-Инглэнд Революшн | MLS              | 2006             | 26   | 3    | 3        | 0        | 2     | 0     | 2           | 0           | 33    | 3     |
| Нью-Инглэнд Революшн | MLS              | 2007             | 27   | 4    | 4        | 0        | 2     | 0     | —           | —           | 33    | 4     |
| Нью-Инглэнд Революшн | MLS              | 2008             | 27   | 1    | 2        | 0        | 1     | 0     | 2           | 0           | 32    | 1     |
| Нью-Инглэнд Революшн | MLS              | 2009             | 27   | 8    | 2        | 1        | 0     | 0     | —           | —           | 29    | 9     |
| Нью-Инглэнд Революшн | MLS              | 2010             | 22   | 4    | —        | —        | 0     | 0     | —           | —           | 22    | 4     |
| Нью-Инглэнд Революшн | MLS              | 2011             | 32   | 8    | —        | —        | 0     | 0     | —           | —           | 32    | 8     |
| Нью-Инглэнд Революшн | MLS              | 2012             | 18   | 1    | —        | —        | 0     | 0     | —           | —           | 18    | 1     |
| Нью-Инглэнд Революшн | Итого            | Итого            | 261  | 37   | 21       | 1        | 8     | 1     | 6           | 0           | 296   | 39    |
| Чивас США            | MLS              | 2012             | 12   | 2    | —        | —        | —     | —     | —           | —           | 12    | 2     |
| Чивас США            | Итого            | Итого            | 12   | 2    | —        | —        | —     | —     | —           | —           | 12    | 2     |
| Сиэтл Саундерс       | MLS              | 2013             | 10   | 1    | 2        | 0        | 0     | 0     | 2           | 0           | 14    | 1     |
| Сиэтл Саундерс       | Итого            | Итого            | 10   | 1    | 2        | 0        | 0     | 0     | 2           | 0           | 14    | 1     |
| Нью-Инглэнд Революшн | MLS              | 2014             | 0    | 0    | 0        | 0        | 0     | 0     | —           | —           | 0     | 0     |
| Нью-Инглэнд Революшн | Итого            | Итого            | 0    | 0    | 0        | 0        | 0     | 0     | —           | —           | 0     | 0     |
| Всего за карьеру     | Всего за карьеру | Всего за карьеру | 301  | 47   | 23       | 1        | 8     | 1     | 8           | 0           | 340   | 49    |

Источники: Transfermarkt, worldfootball.net, MLSsoccer.com, SoccerStats.us.

### Международная статистика
| Команда | Год   | Игры | Голы |
| ------- | ----- | ---- | ---- |
| Гренада |       |      |      |
| 2001    | 2     | 2    |      |
| 2002    | 2     | 0    |      |
| 2004    | 10    | 0    |      |
| 2008    | 4     | 1    |      |
| Всего   | Всего | 18   | 3    |

Голы за сборную
| №  | Дата          | Место                                                   | Соперник                 | Голы | Результат | Турнир            |
| -- | ------------- | ------------------------------------------------------- | ------------------------ | ---- | --------- | ----------------- |
| 1. | 12 марта 2001 | Гренада                                                 | Доминика                 |      | 8:3       | Товарищеский матч |
| 2. | 18 марта 2001 | «Кирани Джеймс Атлетик Стэдиум», Сент-Джорджес, Гренада | Сент-Винсент и Гренадины | 1:0  | 2:0       | Товарищеский матч |
| 3. | 10 июня 2008  | «Нэшнл Крикет Стэдиум», Сент-Джорджес, Гренада          | Ямайка                   | 1:1  | 2:1       | Товарищеский матч |

Источник: National Football Teams